# Pirx (planeta)
Pirx (BD +14 4559 b) – planeta pozasłoneczna krążąca wokół gwiazdy Solaris w gwiazdozbiorze Pegaza, odległej o około 160 lat świetlnych od Słońca.

## Odkrycie
Egzoplaneta została odkryta dzięki pomiarom prędkości radialnej, poprzez obserwację przesunięć Dopplera w widmie gwiazdy macierzystej.

## Charakterystyka
Jest to gazowy olbrzym podobny rozmiarami do Jowisza, który obiega swoją gwiazdę po ekscentrycznej orbicie w średniej odległości 0,77 au, podobnej do odległości Wenus od Słońca. Krąży w obrębie ekosfery układu. Istnieją przesłanki, że w układzie znajduje się także druga, dalsza planeta.

## Nazwa
Planeta ma nazwę własną Pirx, wywodzącą się z twórczości Stanisława Lema. Pirx jest pilotem kosmicznym, tytułowym bohaterem zbioru opowiadań pt. Opowieści o pilocie Pirxie. Nazwa została wyłoniona w konkursie zorganizowanym w 2019 roku przez Międzynarodową Unię Astronomiczną w ramach stulecia istnienia tej organizacji. Sto państw zyskało prawo nazwania gwiazd i okrążających je planet. Uczestnicy z Polski mogli wybrać nazwę dla tej planety. Wybrane nazwy miały być powiązane tematycznie i związane z Polską. Spośród nadesłanych propozycji zostało wybranych siedem par nazw (dla gwiazdy i planety), z których w głosowaniu internetowym najwięcej głosów otrzymały Geralt i Ciri, imiona postaci z twórczości Andrzeja Sapkowskiego, ale Międzynarodowa Unia Astronomiczna przyjęła parę, która otrzymała drugi z kolei wynik – Solaris i Pirx.